# Tierra de Erik el Rojo
La Tierra de Erik el Rojo (en noruego: Eirik Raudes Land) fue el nombre dado por Noruega a una zona de la costa oriental de Groenlandia que ocupó a principios de 1930. Fue llamada así en honor de Erik el Rojo, el fundador de los primeros asentamientos nórdicos en Groenlandia en el siglo X. La Corte Permanente de Justicia Internacional se pronunció en contra Noruega en 1933 y el país posteriormente abandonó sus pretensiones.

## Historia
En 1919 Dinamarca reclamó la totalidad de Groenlandia como su territorio, con la aquiescencia de Noruega (la Declaración Ihlen). Sin embargo, en 1921 Dinamarca propuso excluir a los extranjeros de Groenlandia, creando un conflicto diplomático hasta julio de 1924, cuando Dinamarca acordó que los noruegos podrían establecer asentamientos y la caza científica al norte de las coordenadas 60° 27' N.
En junio de 1931 Hallvard Devold, presidente de la Compañía de Comercio Ártico noruego, izó la bandera noruega en Myggbukta y el 10 de julio de 1931 se emitió una proclama real noruega, reclamando Groenlandia Oriental como territorio noruego. Noruega y Dinamarca acordaron resolver su disputa sobre Groenlandia Oriental en la Corte Permanente de Justicia Internacional en 1933. Noruega perdió y después de la sentencia abandonó su reclamación.